# 友利花
友利花（ゆりか、1979年12月9日 - ）は、日本のシンガーソングライター、グラビアアイドル、舞台女優、元声優。静岡県伊豆市出身。
声優としては長谷 優里奈（はせ ゆりな）の名義で活動、旧芸名は落合 祐里香（おちあい ゆりか）。

## 経歴

### デビュー・アーツビジョン所属期
テレビアニメ『とんでぶーりん』の主人公を演じていた、白鳥由里の声を聞いて、「人間て、こんなにきれいな声が出せるんだ」と感銘を受けて、職業としての声優を初めて意識した。ドラマ『青い鳥』を見て芸能界を目指し上京。俳優養成所俳優ヴィラを経て、「キミは声優に向いている」と言われ、「そんなに言われるんだから、声優になれるかも……」とその気になり、1999年、アーツビジョン「無料新人育成オーディション」合格。同時期に徳間書店ボイスアニメージュ未来の新人声優オーディション特別賞受賞。15期特待生として日本ナレーション演技研究所を経て、アーツビジョン所属となった。デビュー当時、徳間ジャパンで結成された8人組声優アイドルユニット「クリスタルチェリーズ」に在籍していた。

### 1度目の移籍
2006年10月20日、マルチな活動を行う為アーツビジョンを離れフリーランスに転向。12月23日、ファンとのチャットを企画。2007年より元氣プロジェクトに所属した。ブログのアクセス数が声優トップになり飛鳥新社より『ココロ花』を発売。ファンクラブ「ユリシーズ」を発足，アーティスト活動を開始。女優としても活動を開始し、初舞台『透明人間レディ』で主演となる。
2008年、新潮社主催の「週刊.jp.」にてグラビアデビューし、アクセス数ナンバー1になる。『月刊 落合祐里香』を発売。5月からは株式会社ブロー・ウィンド・レコード製作により、12ヶ月連続CDリリースがスタートする。カバー曲の「セーラー服と機関銃」以外、23曲の作詞は落合祐里香が担当している。

### 2度目の移籍
2008年12月1日所属事務所の元氣プロジェクトからインターセプトへ移籍することを自身のブログにて発表した。

### 改名、フリーへ転向
2009年12月17日、声優業では今後長谷優里奈の芸名で活動すること、併せて所属事務所のインターセプトを退社することを自身のブログにて発表した。
2010年7月4日、幕張イベントホールで行われた『THE IDOLM@STER』のライブイベント2日目にて、萩原雪歩役を降板することが明らかにされた。後任は浅倉杏美となった。
2015年11月2日、本件に関する真相が本人より語られ、当時のマネージャーが勝手に申し入れたこと等の真相を述べている。

### ケッケコーポレーション
2011年12月より、ケッケコーポレーション（声優のみ）預かりとなる。2013年1月より同社に所属（声優のみ）となる。

### 声優業休止
音楽業に専念したいとの希望により、2014年4月30日を持って声優業を休業、事実上の引退となった。なお、継続している仕事については引き続き行うとのこと。このため、『クイズマジックアカデミー』のアロエ役については後任を設けず、新録を行っている。
現在音楽業は友利花として行っている。

## 人物
方言は伊豆弁。
『ToHeart2』の柚原このみ、『THE IDOLM@STER』の萩原雪歩など、幼い声のキャラクターを主に演じた。
愛称の「ゆりしー」はインターネットラジオ『えりりん、ゆりかのぉ声優生活向上委員会』で愛称を公募して、番組2回目に出た「ゆりしー」を採用したもの。語源は、ゆりかの「ゆり」と「喋り方がおしとやかでいやされている」を「しー」に入れて合成。
主なグラビアは水着であったが、「メカビ」にてファッショングラビア、ブログ本『ココロ花』にてコスプレグラビア、数枚のセミヌードグラビアも発表したことがある。
趣味は作詞、音楽、森林浴、スイーツを食べること、ブログ、お花見。特技はデッサン。
好きな言葉は「真心」。

## 後任
持ち役を引き継いだ人物は以下の通り。
| 後任     | 役名       | 作品               | 後任の初出演                    |
| -------- | ---------- | ------------------ | ------------------------------- |
| 浅倉杏美 | 萩原雪歩   | 「THE IDOLM@STER」 | 『THE IDOLM@STER 2』            |
| 関根瞳   | 柚原このみ | 「To Heart 2」     | 『うたわれるもの ロストフラグ』 |

## 出演
太字はメインキャラクター。

### テレビアニメ
2001年
- 地球防衛家族

2003年
- ぽぽたん（男子生徒）
- さいころボット コンボック（2003年 - 2004年、仙道ユリ）
- 君が望む永遠（女生徒C）

2004年
- 魔法少女隊アルス（メリッサ）
- 美鳥の日々（生徒B）
- うた∽かた（篁蛍子）
- 双恋（雛菊らら）
- 花右京メイド隊 La Verite（オペレーター）

2005年
- AIR（女の子）
- フタコイ オルタナティブ（雛菊らら）
- こみっくパーティーRevolution（柚原このみ）
- D.C.S.S. 〜ダ・カーポ セカンドシーズン〜（魔法少女プリンセスメロン、女生徒）
- ToHeart2（柚原このみ）
- Canvas2 〜虹色のスケッチ〜（2005年 - 2006年、美術部員、女子部員）

2006年
- 魔界戦記ディスガイア（サーズデイ、召使いゾンビ、魔族子供B）
- ラブゲッCHU 〜ミラクル声優白書〜（佐々木祐理花）

2007年
- BLEACH（豊川唯）
- ドージンワーク（ブルマくん）
- 風のスティグマ（アイドル）

2008年
- ヒャッコ（早乙女雀）

### OVA
- アカネマニアックス（2004年、女生徒）
- ToHeart2 OVAシリーズ（2007年 - 2010年、柚原このみ）- 4作品
- 魔法少女隊アルス THE ADVENTURE（2007年、メリッサ）
- THE IDOLM@STER Live For You! オリジナルアニメ（2008年、萩原雪歩）
- クイズマジックアカデミー 〜オリジナルアニメーション〜（2008年 - 2010年、アロエ）- 2作品
- ToHeart2 ダンジョントラベラーズ（2012年、柚原このみ[23]）

### Webアニメ
- 不憫系4コママンガドナドナちゃん（ドナドナ）

### ゲーム
2001年
- 恋愛シミュレーションツクール2（ヒロインA）

2003年
- クイズマジックアカデミー シリーズ（2003年 - 2019年、アロエ / グリム・アロエ）- 17作品
- 魔界戦記ディスガイア（サーズデイ）

2004年
- アカネマニアックス〜流れ星伝説剛田〜（女子1）
- ToHeart2 シリーズ（2004年 - 2013年、柚原このみ）- 6作品
- 双恋 シリーズ（2004年 - 2005年、雛菊らら）- 3作品

2005年
- アイドルマスターシリーズ（2005年 - 2009年、萩原雪歩〈初代〉）- 5作品
- 龍が如く
- Rune Princess（ベアトリス・アリエステート）

2006年
- グローランサーV（ユリィ）
- 聖剣伝説4（フィー）
- ブルーブラスター（ソフィー・ルノワルド）
- ブルーブラスター ファンディスク〜クロウディア奪還作戦〜（ソフィー・ルノワルド）
- REC☆ドキドキ声優パラダイス☆（遠藤もみじ）

2007年
- アポクリトス-外典-（ルゥ・プレウリ）
- グローランサーVI（ユリィ）
- MAPLUS ポータブルナビ2（ナビゲーション音声）※有料ダウンロードコンテンツ
- 萌え萌え2次大戦（略）（エーリヒ、ハイネ）

2008年
- 暁のアマネカと蒼い巨神 -パシアテ文明研究会興亡記-（メイル・シーガル）
- 萌え萌え2次大戦（略）☆デラックス（エーリヒ、ハイネ）
- 魔界戦記ディスガイア3（サーズデイ）- DLC追加キャラクター

2009年
- 蒼空のフロンティア（エリザベート・ワルプルギス）
- 萌え萌え2次大戦（略）☆ウルトラデラックス（エーリヒ、ハイネ）
- あしたのキミのハネ（北条あおい）
- キモかわE!（まろん）
- ディスガイア インフィニット（刻渡時計、サーズデイ、アサギ）
- 羊くんならキスしてあげる☆（宝条一姫）
- ヒャッコ よろずや事件簿!（早乙女雀）

2010年
- アイラオンライン（少女、リリィ）

2011年
- AQUAPAZZA（柚原このみ）

2013年
- クロストライブ（もふ）

2014年
- ダンジョントラベラーズ2 王立図書館とマモノの封印（柚原このみ）

2018年
- ボンバーガール（グリムアロエ）

2024年
- 麻雀ファイトガール（グリム・アロエ）

### パチスロ
- 雷蔵伝（2005年、ヒカリ）
- モエるまりんバトる（2006年、ユーリ艦長）
- パチスロ ラブゲッCHU 〜ミラクル声優白書〜（2009年、佐々木祐理花）
- パチスロToHeart2（2012年、柚原このみ）

### ドラマCD
2004年
- Rune Princess イメージアルバム Vol.1（ベアトリス・アリエステート）
- 桜蘭高校ホスト部（女子生徒4）
- 流行り神 警視庁怪異事件ファイル 初回限定版同梱ドラマCD「怪異事件ファイル」

2005年
- PS2ゲーム『双恋』ドラマアルバム twinkle bright（雛菊らら）
- ドラマCD THE IDOLM@STER Scene.01 - 06（2005年 - 2006年、萩原雪歩）

2006年
- ToHeart2 シリーズ（2006年 - 2007年、柚原このみ）
  - アンソロジードラマCD ToHeart2 vol.1、2（2006年）
  - アクアプラス 日めくりCD Vol.2 ToHeart2（2007年）

- ドラマCD 召喚士マリア 出会いには花束を、小さき恋に別れの涙を。（ナナ）

2007年
- 世界樹の迷宮 ドラマCD（ミル）
- グローランサーVI ドラマCD（ユリィ）

2008年
- ヤンデレの女の子に死ぬほど愛されて眠れないCD（野々原渚）
- ドラマCD Radioドラマ QMA!!（アロエ）
- ドラマCD アイドルマスター Eternal Prism 01 - 03（2008年 - 2009年、萩原雪歩）
- ヒャッコ4 限定版付属ドラマCD（早乙女雀）
- 暁のアマネカと蒼い巨神 ドラマCD vol.1、2（2008年 - 2009年、メイル・シーガル）

2009年
- 萌え萌え2次大戦（略）☆デラックス ドラマCD（エーリヒ）
- 羊くんならキスしてあげる☆ ドラマCD（宝条一姫）

2016年
- ヤンデレCD Re:birth 〜ヤンデレの女の子に死ぬほど愛されて眠れないCD4〜（野々原渚）

### 吹き替え
- キャスパー（ジェニファー）
- ダニーと秘密の魔法使い（ユリカ）
- バンディッツ（エリカ）

### コンテンツ
- イメージドラマ「クリスタルチェリー 愛する君へ」（増田みふゆ）
- au公式サイト『声優.Station』内番組『恋愛小節1990〜Girl's Side』の朗読
- プレイングドラマ『羊くんならキスしてあげる☆』（2007年、宝条一姫）
- ラジオドラマ「プリズム騎士番外編」（2008年、管理官アメジスト）
- ラジオドラマ「せんせい、あのね。」（2011年）
- 宮澤賢治の名作童話「セロ弾きのゴーシュ」電子書籍版（2011年、朗読、エンディングテーマのコーラスを担当）

### その他コンテンツ
- ゆりかもめ東京臨海新交通臨海線・駅構内音声案内アナウンス-日の出駅（2006年）
- アイラオンラインビジュアライズノート（音声テーマ）

### 舞台
- 透明人間レディ（主演、2007年）
- キスしてほしい。（ヒロイン、2008年1月30日 - 2月5日。岡本貴也プロデュース公演）
- ミュージカル「中野ブロンディーズ」全労済ホール公演（ハスミ、2008年3月12日 - 20日。ネルケプランニング）

### テレビ番組
- 日本の、これから（第10回、2006年12月9日）
- 新・天使のVOICE（第1回、2007年10月20日、エンタ!371）
- あにてれPresents アニソンぷらす+（第17回ゲスト、2008年10月27日、テレビ東京）
- アニソン★カフェ ゆめが丘（第9・10回ゲスト、2009年3月、tvk・KBS京都）
- News!371〜声優（2009年4月 - 2010年3月、エンタ!371）- メイン司会

### Web番組
- ゆり動（zoome）
- 金田朋子のコミックマスター 朋ちゃんねる（2002年、itv24.com）- アシスタント担当
- 新朋ちゃんねる（2003年）
- 夜遊びメールバトル!木曜（2007年10月 - 2008年3月、あっ!とおどろく放送局）- MC担当
- 〔特別番組〕あっ!と生忘年会2009（2009年12月22日、あっ!とおどろく放送局）
- アイラキッチンバトル（2010年8月15日）
- クイズマジックアカデミー超放送部（2017年8月 - 、コナミミュージックチャンネル）- MC担当
- 友利花のミュージックライフ向上委員会♪（2017年12月 - 、SHOWROOM）

### 映像商品
- 双恋 LIVE〜バレンタインパニック〜（2005年6月22日）
- THE IDOLM@STER MASTER MOVIE（2006年9月27日）
- うたわれ&TH2ラジオ合同イベント0422 リスナーのみなさ〜ん!!公開録音でメロメロでありま〜す!!（2007年11月28日）
- アクアプラスフェスタ2007 IN ヨコハマ（2008年4月25日）
- THE IDOLM@STER 4th ANNIVERSARY PARTY SPECIAL DREAM TOUR’S!!（2009年10月2日）

### ラジオ
※はインターネット配信。
2000年代
- えりりん、ゆりかのぉ声優生活向上委員会（2004年 - 2005年、AII）
- 佐久間紅美と落合祐里香の声優生活向上委員会（2005年）
  - ゆりしー♥あいりーの声優生活向上委員会（2005年 - 2006年）
- Radio ToHeart2（2005年 - 2008年、アニメイトTV・音泉/2006年 - 2007年、ラジオ関西）
- VOICE CREW（2006年、NACK5）
- ラジオdeアイマSHOW!（2006年、アニメイトTV）
- V-Kingdom（2006年、ラジオ大阪）
- ゆりしー・梓馬のラブゲッCHUミラクルラジオ（2006年 - 2007年、ラジオ大阪）
- あっちゃんとゆりしーのE☆2らじ（2006年 - 2007年、文化放送・音泉）
- YOU空Touch Me AREAREA LIVE→TR-844 火曜日（2007年 - 2008年、エフエムラジオ立川）
- オーロラ戦隊プリズム騎士 管理官アメジスト（2007年、ラジオ大阪）
- あっちゃんとゆりしーのえつらぢZ（2007年、文化放送・音泉）
- 落合祐里香のプリズム騎士外伝 管理官アメジスト（2008年、ラジオ大阪）
- 落合祐里香のアメジスト物語（2008年、ラジオ大阪）
- 落合祐里香のアメジスト物語 もっと♪（2009年、ぽけら）
- 落合祐里香の静岡のお茶はおいしいよ♪（2009年、ぽけら）

2010年代
- 長谷優里奈のイソフラボン☆バー↑（2010年 - ？、ぽけら）
- 癒しの香ギャラリー 金曜日（2012年 - 2018年）[注 3]

#### ラジオCD
- SHINING STAR★彡<コミックマーケット70限定版>（2006年）
- DJCD ラジオdeアイマSHOW! Vol.1、2、PREMIUM CD（2006年）
- ラジオCD『Radio ToHeart2』Vol.1 - 7（2006年 - 2008年）
- ラジオCD「ゆりしー・梓馬のラブゲッCHUミラクルラジオ〜ミラクルディスク1〜」（2006年12月、Vステ冬の陣06限定発売）
- ラジオCD「ささら、まーりゃんの生徒会会長ラジオ for ToHeart2」Vol.8、17（2010年 - 2012年）

## ディスコグラフィ

### シングル
| 枚           | 発売日         | タイトル                    | 規格品番     | 規格品番     |
| 枚           | 発売日         | タイトル                    | 初回限定盤   | 通常盤       |
| インディーズ | インディーズ   | インディーズ                | インディーズ | インディーズ |
| ------------ | -------------- | --------------------------- | ------------ | ------------ |
| 1st          | 2006年2月12日  | snowscape                   |              |              |
| 2nd          | 2007年7月24日  | 木綿のハンカチーフ          | GPOP-0001    |              |
| メジャー     |                |                             |              |              |
| 1st          | 2008年5月28日  | Wish                        | BWCA-1131    | BWCA-1132    |
| 2nd          | 2008年6月25日  | 赤い鳥                      | BWCA-1134    | BWCA-1135    |
| 3rd          | 2008年7月30日  | For you                     | BWCA-1137    | BWCA-1138    |
| 4th          | 2008年8月27日  | ごういんぐマイウェイ(^-^)b  | BWCA-1140    | BWCA-1141    |
| 5th          | 2008年9月24日  | Lost Meaning                | BWCA-1143    | BWCA-1144    |
| 6th          | 2008年10月29日 | セーラー服と機関銃/ゆりかご | BWCA-1146    | BWCA-1147    |
| 7th          | 2008年11月26日 | 都会の金魚                  |              | BWCA-1150    |
| 8th          | 2008年12月26日 | blue star                   | ASCS-2010    |              |
| 9th          | 2009年1月28日  | 天使と妖精                  | YZAE-5011    |              |
| 10th         | 2009年2月25日  | 透明な桜                    | YZAE-5012    |              |
| 11th         | 2009年3月25日  | 空っぽのヒカリ              | YZAE-5013    |              |
| 12th         | 2009年4月29日  | 氷の花                      | YZAE-5014    |              |

### 配信シングル
| #          | 配信日         | タイトル         | 備考                                    |
| 友利花名義 | 友利花名義     | 友利花名義       | 友利花名義                              |
| ---------- | -------------- | ---------------- | --------------------------------------- |
| 1          | 2011年4月20日  | 幸福のアオイトリ |                                         |
| 2          | 2011年4月20日  | あい色の花       |                                         |
| 3          | 2011年9月28日  | 星と太陽         | 2曲収録： 「星と太陽」 「あのひのそら」 |
| 4          | 2012年4月25日  | hot snow         |                                         |
| 5          | 2012年4月25日  | 白鳥座           |                                         |
| 6          | 2013年6月19日  | 曇りトキドキ猫   |                                         |
| 7          | 2013年6月19日  | CAT MOON         |                                         |
| 8          | 2013年11月27日 | Colors           |                                         |
| 9          | 2014年4月23日  | Cherry Letter    |                                         |
| 10         | 2017年1月11日  | 1000回のcontrast |                                         |

### アルバム
| 枚  | 発売日       | タイトル  | 規格品番  |
| --- | ------------ | --------- | --------- |
| 1st | 2007年5月3日 | 羽化-UKA- | PRSC-0005 |

### その他参加楽曲
| 発売日  | 商品名                                                | 歌               | 楽曲                            | 備考                                                     |
| 2002年  | 2002年                                                | 2002年           | 2002年                          | 2002年                                                   |
| ------- | ----------------------------------------------------- | ---------------- | ------------------------------- | -------------------------------------------------------- |
| 8月9日  | くいしんぼYei Yei!!                                   | フレンチトースト | 「くいしんぼYei Yei!!」         | Web番組『金田朋子のコミックマスター 朋ちゃんねる』主題歌 |
| 2005年  |                                                       |                  |                                 |                                                          |
| 8月24日 | 太鼓の達人 とびっきり!アニメスペシャル 大熱唱!歌祭り! | 落合祐里香       | 「恋文2000」 「今夜はホーミー」 | ゲーム『太鼓の達人 ゴー!ゴー!五代目』関連曲              |
| 2006年  |                                                       |                  |                                 |                                                          |
| 11月    | ラジオdeアイマSHOW! PREMIUM CD                        | TORICO           | 「SHINING STAR★彡」             | ラジオ『ラジオdeアイマSHOW!』前期テーマソング            |
| 2007年  |                                                       |                  |                                 |                                                          |
| 9月28日 | GWAVE SuperFeature's vol.6 新宿Legacy                 | 落合祐里香       | 「この空の下」                  | ゲーム『アポクリトス-外典-』挿入歌                       |

### キャラクターソング
| 発売日   | 商品名                                                        | 歌 | 楽曲 | 備考                                                                     |
| 2004年   | 2004年                                                        | 2004年 | 2004年 | 2004年                                                                   |
| -------- | ------------------------------------------------------------- | --- | --- | ------------------------------------------------------------------------ |
| 3月24日  | Rune Princess イメージアルバム Vol.1                          | ベアトリス・アリエステート（落合祐里香） | 「雲の向こうへ」 「メリー・ゴー・ランド」 | 読者参加企画『ルーンプリンセス』関連曲                                   |
| 6月23日  | Rune Princess Vocal Album                                     | ベアトリス・アリエステート（落合祐里香） | 「届きますように。。。」 | 読者参加企画『ルーンプリンセス』関連曲                                   |
| 9月23日  | 双恋 character song series #5 雛菊るる&らら                   | 雛菊るる（長谷川静香）、雛菊らら（落合祐里香） | 「遊んでくるく〜る♪」 「おひさま・おひめさま」 | ゲーム『双恋 -フタコイ-』関連曲                                          |
| 9月23日  | 甘辛日夜〜Ama-Kara Night&Day〜                                | 桜月キラ（伊月ゆい）、桜月ユラ（綱掛裕美）、一条薫子（堀江由衣）、一条菫子（小清水亜美）、白鐘沙羅（水橋かおり）、白鐘双樹（門脇舞）、雛菊るる（長谷川静香）、雛菊らら（落合祐里香）、千草初（吉住梢）、千草恋（桑谷夏子）、桃衣愛（たかはし智秋）、桃衣舞（三五美奈子） | 「甘辛日夜〜Ama-Kara Night&Day〜」 「宝物」 | テレビアニメ『双恋』イメージソング                                       |
| 12月22日 | FU・WA・RI 告白!                                              | 桜月キラ（伊月ゆい）、桜月ユラ（綱掛裕美）、一条薫子（堀江由衣）、一条菫子（小清水亜美）、白鐘沙羅（水橋かおり）、白鐘双樹（門脇舞）、雛菊るる（長谷川静香）、雛菊らら（落合祐里香）、千草初（吉住梢）、千草恋（桑谷夏子）、桃衣愛（たかはし智秋）、桃衣舞（三五美奈子） | 「FU・WA・RI 告白！」 | ゲーム『双恋 -フタコイ-』オープニングテーマ                              |
| 12月22日 | FU・WA・RI 告白!                                              | 桜月キラ（伊月ゆい）、桜月ユラ（綱掛裕美）、一条薫子（堀江由衣）、一条菫子（小清水亜美）、白鐘沙羅（水橋かおり）、白鐘双樹（門脇舞）、雛菊るる（長谷川静香）、雛菊らら（落合祐里香）、千草初（吉住梢）、千草恋（桑谷夏子）、桃衣愛（たかはし智秋）、桃衣舞（三五美奈子） | 「わいわいLove baloon」 | ゲーム『双恋 -フタコイ-』関連曲                                          |
| 2005年   |                                                               | | |                                                                          |
| 7月6日   | 恋泥棒ごっこ                                                  | 桜月キラ（伊月ゆい）、桜月ユラ（綱掛裕美）、一条薫子（堀江由衣）、一条菫子（小清水亜美）、白鐘沙羅（水橋かおり）、白鐘双樹（門脇舞）、雛菊るる（長谷川静香）、雛菊らら（落合祐里香）、千草初（吉住梢）、千草恋（桑谷夏子）、桃衣愛（たかはし智秋）、桃衣舞（三五美奈子） | 「恋泥棒ごっこ」 | ゲーム『フタコイ オルタナティブ 恋と少女とマシンガン』オープニングテーマ |
| 9月28日  | THE IDOLM@STER MASTERPIECE 01 魔法をかけて!                   | 天海春香（中村繪里子）、萩原雪歩（落合祐里香）、秋月律子（若林直美） | 「魔法をかけて!（M@STER VERSION）」 「THE IDOLM@STER（HYR VERSION）」 | ゲーム『THE IDOLM@STER』関連曲                                           |
| 9月28日  | THE IDOLM@STER MASTERPIECE 01 魔法をかけて!                   | 萩原雪歩（落合祐里香） | 「First Stage」 | ゲーム『THE IDOLM@STER』関連曲                                           |
| 11月23日 | ToHeart2 CharacterSongs                                       | 柚原このみ（落合祐里香） | 「小さな勇気〜がんばれ女の子！〜」 | ゲーム『ToHeart2』関連曲                                                 |
| 12月22日 | TVアニメ『ToHeart2』DVD第1巻同梱特典ToHeart2 CD RATED Vol.1   | 柚原このみ（落合祐里香） | 「Hello（KONOMI Ver）」 | テレビアニメ『ToHeart2』関連曲                                           |
| 2006年   |                                                               | | |                                                                          |
| 3月22日  | THE IDOLM@STER MASTERPIECE 04                                 | 高槻やよい（仁後真耶子）、三浦あずさ（たかはし智秋）、萩原雪歩（落合祐里香） | 「おはよう!! 朝ご飯（M@STER VERSION）」 | ゲーム『THE IDOLM@STER』関連曲                                           |
| 3月22日  | THE IDOLM@STER MASTERPIECE 04                                 | 天海春香（中村繪里子）、如月千早（今井麻美）、萩原雪歩（落合祐里香）、高槻やよい（仁後真耶子）、秋月律子（若林直美）、三浦あずさ（たかはし智秋）、水瀬伊織（釘宮理恵）、菊地真（平田宏美）、双海亜美 / 真美（下田麻美）                                                  | 「THE IDOLM@STER」 | ゲーム『THE IDOLM@STER』関連曲                                           |
| 3月22日  | THE IDOLM@STER MASTERPIECE 04                                 | 如月千早（今井麻美）、萩原雪歩（落合祐里香）、秋月律子（若林直美） | 「First Stage」 | ゲーム『THE IDOLM@STER』関連曲                                           |
| 5月31日  | THE IDOLM@STER MASTERPIECE 05                                 | 萩原雪歩（落合祐里香）、菊地真（平田宏美）、双海亜美 / 真美（下田麻美） | 「First Stage（M@STER VERSION）」 | ゲーム『THE IDOLM@STER』関連曲                                           |
| 5月31日  | THE IDOLM@STER MASTERPIECE 05                                 | 天海春香（中村繪里子）、如月千早（今井麻美）、萩原雪歩（落合祐里香）、高槻やよい（仁後真耶子）、秋月律子（若林直美）、三浦あずさ（たかはし智秋）、水瀬伊織（釘宮理恵）、菊地真（平田宏美）、双海亜美 / 真美（下田麻美）                                                  | 「THE IDOLM@STER（M@STER VERSION -REMIX-）」 | ゲーム『THE IDOLM@STER』関連曲                                           |
| 6月7日   | なないろなでしこ                                              | Sister×sisterS | 「なないろなでしこ」 | テレビアニメ『ラブゲッCHU 〜ミラクル声優白書〜』オープニングテーマ       |
| 6月7日   | なないろなでしこ                                              | Sister×sisterS | 「神様=お兄ちゃんっ！」 | テレビアニメ『ラブゲッCHU 〜ミラクル声優白書〜』挿入歌                   |
| 7月19日  | THE IDOLM@STER MASTER BOX                                     | 萩原雪歩（落合祐里香） | 「太陽のジェラシー」 「おはよう!! 朝ご飯」 「9:02pm」 「Here we go!!」 「蒼い鳥」 「魔法をかけて!」 「エージェント夜を往く」 「First Stage」 「ポジティブ!」 「THE IDOLM@STER」 | ゲーム『THE IDOLM@STER』関連曲                                           |
| 9月20日  | グローランサーV オリジナルキャラクターソングアルバム          | コリン（又吉愛）、ユリィ（落合祐里香） | 「LoVe BouT!」 | ゲーム『グローランサーV』関連曲                                          |
| 12月20日 | THE IDOLM@STER MASTERWORK 00 私はアイドル♡                    | IM@S ALLSTARS | 「THE IDOLM@STER」 | ゲーム『THE IDOLM@STER』関連曲                                           |
| 2007年   |                                                               | | |                                                                          |
| 2月28日  | OVA ToHeart2 DVD第1巻初回限定版特典CD「CD RATED EXTRA Vol.1」 | 柚原このみ（落合祐里香）、小牧愛佳（力丸乃りこ） | 「Heart To Heart Konomi＆Manaka アレンジバージョン」 | OVA『OVA ToHeart2』関連曲                                                |
| 2月28日  | THE IDOLM@STER MASTERWORK 02 relations                        | 秋月律子（若林直美）、萩原雪歩（落合祐里香）、双海亜美 / 真美（下田麻美） | 「My Best Friend（IM@STER VERSION）」 | ゲーム『THE IDOLM@STER』関連曲                                           |
| 3月22日  | THE IDOLM@STER MASTERWORK 03 まっすぐ                         | 菊地真（平田宏美）、三浦あずさ（たかはし智秋）、萩原雪歩（落合祐里香） | 「まっすぐ（M@STER VERSION）」 | ゲーム『THE IDOLM@STER』関連曲                                           |
| 3月22日  | THE IDOLM@STER MASTERWORK 03 まっすぐ                         | 萩原雪歩（落合祐里香） | 「First Stage（M@STER VERSION）」 | ゲーム『THE IDOLM@STER』関連曲                                           |
| 4月4日   | THE IDOLM@STER MASTER BOX II                                  | 萩原雪歩（落合祐里香） | 「GO MY WAY!!」 「思い出をありがとう」 「relations」 「まっすぐ」 「My Best Friend」 「私はアイドル♡」 | ゲーム『THE IDOLM@STER』関連曲                                           |
| 10月3日  | THE IDOLM@STER MASTER ARTIST 09 萩原雪歩                      | 萩原雪歩（落合祐里香） | 「Kosmos,Cosmos」 「津軽海峡・冬景色」 「好きになって、よかった」 「My Best Friend（M@STER VERSION）」 「まっすぐ（M@STER VERSION）」 「i」 | ゲーム『THE IDOLM@STER』関連曲                                           |
| 10月24日 | THE IDOLM@STER MASTER ARTIST FINALE 765プロ ALLSTARS          | IM@S ALLSTARS | 「団結」 | ゲーム『THE IDOLM@STER』関連曲                                           |
| 10月24日 | THE IDOLM@STER MASTER ARTIST FINALE 765プロ ALLSTARS          | IM@S ALLSTARS+ | 「i」 | ゲーム『THE IDOLM@STER』関連曲                                           |
| 2008年   |                                                               | | |                                                                          |
| 2月6日   | THE IDOLM@STER MASTER BOX I&II ENCORE                         | 萩原雪歩（落合祐里香） | 「太陽のジェラシー」 「おはよう!! 朝ご飯」 「9:02pm」 「Here we go!!」 「蒼い鳥」 「魔法をかけて!」 「エージェント夜を往く」 「First Stage」 「ポジティブ!」 「THE IDOLM@STER」 「GO MY WAY!!」 「思い出をありがとう」 「relations」 「まっすぐ」 「My Best Friend」 「私はアイドル♡」 | ゲーム『THE IDOLM@STER』関連曲                                           |
| 4月16日  | THE IDOLM@STER MASTER LIVE 02 REM@STER-B                      | 萩原雪歩（落合祐里香） | 「蒼い鳥（REM@STER-B）」 | ゲーム『THE IDOLM@STER LIVE FOR YOU!』関連曲                             |
| 4月16日  | THE IDOLM@STER MASTER LIVE 02 REM@STER-B                      | 如月千早（今井麻美）、音無小鳥（滝田樹里）、萩原雪歩（落合祐里香） | 「私はアイドル♡（REM@STER-B）」 | ゲーム『THE IDOLM@STER LIVE FOR YOU!』関連曲                             |
| 4月16日  | THE IDOLM@STER MASTER LIVE 02 REM@STER-B                      | 如月千早（今井麻美）、水瀬伊織（釘宮理恵）、秋月律子（若林直美）、菊地真（平田宏美）、萩原雪歩（落合祐里香）、音無小鳥（滝田樹里） | 「It's Show」 | ゲーム『THE IDOLM@STER LIVE FOR YOU!』関連曲                             |
| 4月30日  | THE IDOLM@STER MASTER BOX III                                 | 萩原雪歩（落合祐里香） | 「太陽のジェラシー（REMIX-A）」 「おはよう!! 朝ご飯（REMIX-A）」 「9:02pm（REMIX-A）」 「Here we go!!（REMIX-A）」 「蒼い鳥（REMIX-A）」 「魔法をかけて!（REMIX-A）」 「エージェント夜を往く（REMIX-A）」 「First Stage（REMIX-A）」 「ポジティブ!（REMIX-A）」 「THE IDOLM@STER（REMIX-A）」 「GO MY WAY!!（REMIX-A）」 「思い出をありがとう（REMIX-A）」 「relations（REMIX-A）」 「まっすぐ（REMIX-A）」 「My Best Friend（REMIX-A）」 「私はアイドル♡（REMIX-A）」 | ゲーム『THE IDOLM@STER LIVE FOR YOU!』関連曲                             |
| 5月27日  | ファミソン8BIT☆アイドルマスター 04 菊地真/萩原雪歩            | 菊地真（平田宏美）、萩原雪歩（落合祐里香） | 「My Best Friend（『イシターの復活』ファミソン8BIT MIX）」 「First Stage（『ゼビウス』ファミソン8BIT MIX）」 「エージェント夜を往く（『ローリングサンダー』ファミソン8BIT MIX）」 「relations（digno-pop MIX）」 | ゲーム『THE IDOLM@STER』関連曲                                           |
| 5月27日  | ファミソン8BIT☆アイドルマスター 04 菊地真/萩原雪歩            | 萩原雪歩（落合祐里香） | 「EXCAVATE（『ディグダグ』NEW SONG）」 | ゲーム『THE IDOLM@STER』関連曲                                           |
| 6月18日  | THE IDOLM@STER MASTER LIVE 04 my song                         | 萩原雪歩（落合祐里香） | 「Here we go!!（REM@STER-B）」 | ゲーム『THE IDOLM@STER LIVE FOR YOU!』関連曲                             |
| 6月18日  | THE IDOLM@STER MASTER LIVE 04 my song                         | 如月千早（今井麻美）、萩原雪歩（落合祐里香） | 「inferno」 | ゲーム『THE IDOLM@STER LIVE FOR YOU!』関連曲                             |
| 7月23日  | THE IDOLM@STER Vacation for you!                              | 双海亜美 / 真美（下田麻美）、三浦あずさ（たかはし智秋）、水瀬伊織（釘宮理恵）、萩原雪歩（落合祐里香）、秋月律子（若林直美） | 「VACATION」 「サニー」 | ゲーム『THE IDOLM@STER LIVE FOR YOU!』関連曲                             |
| 7月23日  | THE IDOLM@STER Vacation for you!                              | 萩原雪歩（落合祐里香） | 「夏影」 | ゲーム『THE IDOLM@STER LIVE FOR YOU!』関連曲                             |
| 8月22日  | THE IDOLM@STER MASTER LIVE ENCORE                             | 星井美希（長谷川明子）、萩原雪歩（落合祐里香）、高槻やよい（仁後真耶子） | 「shiny smile（M@STER VERSION）」 | ゲーム『THE IDOLM@STER LIVE FOR YOU!』関連曲                             |
| 8月22日  | THE IDOLM@STER MASTER LIVE ENCORE                             | 萩原雪歩（落合祐里香） | 「エージェント夜を往く（REM@STER-A）」 | ゲーム『THE IDOLM@STER LIVE FOR YOU!』関連曲                             |
| 9月24日  | THE IDOLM@STER MASTER BOX IV                                  | 萩原雪歩（落合祐里香） | 「太陽のジェラシー（REMIX-B）」 「おはよう!! 朝ご飯（REMIX-B）」 「9:02pm（REMIX-B）」 「Here we go!!（REMIX-B）」 「蒼い鳥（REMIX-B）」 「魔法をかけて!（REMIX-B）」 「エージェント夜を往く（REMIX-B）」 「First Stage（REMIX-B）」 「ポジティブ!（REMIX-B）」 「THE IDOLM@STER（REMIX-B）」 「GO MY WAY!!（REMIX-B）」 「思い出をありがとう（REMIX-B）」 「relations（REMIX-B）」 「まっすぐ（REMIX-B）」 「My Best Friend（REMIX-B）」 「私はアイドル♡（REMIX-B）」 | ゲーム『THE IDOLM@STER LIVE FOR YOU!』関連曲                             |
| 11月19日 | THE IDOLM@STER BEST ALBUM 〜MASTER OF MASTER〜                | 秋月律子（若林直美）、萩原雪歩（落合祐里香） | 「魔法をかけて!（M@STER VERSION）」 | ゲーム『THE IDOLM@STER』関連曲                                           |
| 11月19日 | THE IDOLM@STER BEST ALBUM 〜MASTER OF MASTER〜                | 萩原雪歩（落合祐里香）、菊地真（平田宏美） | 「First Stage（M@STER VERSION）」 | ゲーム『THE IDOLM@STER』関連曲                                           |
| 11月19日 | THE IDOLM@STER BEST ALBUM 〜MASTER OF MASTER〜                | 如月千早（今井麻美）、萩原雪歩（落合祐里香）、三浦あずさ（たかはし智秋） | 「神さまのBirthday」 | ゲーム『THE IDOLM@STER』関連曲                                           |
| 11月19日 | THE IDOLM@STER BEST ALBUM 〜MASTER OF MASTER〜                | 天海春香（中村繪里子）、萩原雪歩（落合祐里香）、秋月律子（若林直美） | 「shiny smile（M@STER VERSION）」 | ゲーム『THE IDOLM@STER』関連曲                                           |
| 11月19日 | THE IDOLM@STER BEST ALBUM 〜MASTER OF MASTER〜                | IM@S ALLSTARS | 「GO MY WAY!!」 「THE IDOLM@STER」 | ゲーム『THE IDOLM@STER』関連曲                                           |
| 2009年   |                                                               | | |                                                                          |
| 3月18日  | THE IDOLM@STER MASTER BOX V                                   | 萩原雪歩（落合祐里香） | 「shiny smile」 「Do-Dai」 「my song」 「i」 「ふるふるフューチャー☆」 「神さまのBirthday」 | ゲーム『THE IDOLM@STER LIVE FOR YOU!』関連曲                             |
| 5月13日  | THE IDOLM@STER MASTER SPECIAL 04 萩原雪歩・四条貴音           | 萩原雪歩（落合祐里香） | 「ALRIGHT*」 「風と雲と私」 「オーバーマスター（M@STER VERSION）」 | ゲーム『THE IDOLM@STER SP』関連曲                                        |
| 5月13日  | THE IDOLM@STER MASTER SPECIAL 04 萩原雪歩・四条貴音           | 萩原雪歩（落合祐里香）、四条貴音（原由実） | 「shiny smile（REM@STER-B）」 「L・O・B・M」 | ゲーム『THE IDOLM@STER SP』関連曲                                        |
| 5月17日  | THE IDOLM@STER MASTER BOX catalog 08,09,11 COMPLETE           | 萩原雪歩（落合祐里香） | 「shiny smile（REMIX-A）」 「Do-Dai（REMIX-A）」 「my song（REMIX-A）」 「i（REMIX-A）」 「ふるふるフューチャー☆（REMIX-A）」 「神さまのBirthday（REMIX-A）」 「shiny smile（REMIX-B）」 「Do-Dai（REMIX-B）」 「my song（REMIX-B）」 「i（REMIX-B）」 「ふるふるフューチャー☆（REMIX-B）」 「神さまのBirthday（REMIX-B）」 | ゲーム『THE IDOLM@STER LIVE FOR YOU!』関連曲                             |
| 8月14日  | ToHeart2 adplus Summer Album                                  | 柚原このみ（落合祐里香）、向坂環（伊藤静） | 「Heart To Heart」 | OVA『ToHeart2 adplus』関連曲                                             |
| 10月7日  | ToHeart2 adplus DVD第2巻初回限定版特典CD「Another Disc Plus」 | 柚原このみ（落合祐里香）、柚原春夏（本多知恵子） | 「虹の架け橋 柚原親子 arrange ver.」 | OVA『ToHeart2 adplus』関連曲                                             |
| 2010年   |                                                               | | |                                                                          |
| 1月27日  | ToHeart2 adplus Winter Album                                  | 柚原このみ（長谷優里奈）、向坂環（伊藤静） | 「トモシビ Silent snow Ver.」 | OVA『ToHeart2 adplus』関連曲                                             |
| 3月17日  | THE IDOLM@STER MASTER SPECIAL SPRING                          | 天海春香（中村繪里子）、水瀬伊織（釘宮理恵）、我那覇響（沼倉愛美）、秋月律子（若林直美）、菊地真（平田宏美）、萩原雪歩（長谷優里奈） | 「チェリー」 「またね（M@STER VERSION）」 | ゲーム『THE IDOLM@STER SP』関連曲                                        |
| 3月17日  | THE IDOLM@STER MASTER SPECIAL SPRING                          | 萩原雪歩（長谷優里奈） | 「For フルーツバスケット」 | ゲーム『THE IDOLM@STER SP』関連曲                                        |
| 3月31日  | THE IDOLM@STER MASTER BOX VI                                  | 萩原雪歩（長谷優里奈） | 「I Want」 「キラメキラリ」 「迷走Mind」 「目が逢う瞬間」 「スタ→トスタ→」 「隣に…」 「フタリの記憶」 「いっぱいいっぱい」 | ゲーム『THE IDOLM@STER SP』関連曲                                        |
| 4月21日  | THE IDOLM@STER Vocal Collection 02                            | 如月千早（今井麻美）、萩原雪歩（長谷優里奈）、三浦あずさ（たかはし智秋） | 「Melted Snow（765プロVer.）」 | ドラマCD『アイドルマスター Eternal Prism 03』挿入歌                      |
| 6月2日   | THE IDOLM@STER BEST OF 765+876=!! VOL.02                      | 萩原雪歩（長谷優里奈）、秋月律子（若林直美）、星井美希（長谷川明子）、四条貴音（原由実）、秋月涼（三瓶由布子） | 「DREAM」 | ゲーム『THE IDOLM@STER』関連曲                                           |
| 6月23日  | THE IDOLM@STER BEST OF 765+876=!! VOL.03                      | 菊地真（平田宏美）、三浦あずさ（たかはし智秋）、萩原雪歩（長谷優里奈）、双海亜美 / 真美（下田麻美）、星井美希（長谷川明子） | 「まっすぐ（M@STER VERSION）」 | ゲーム『THE IDOLM@STER』関連曲                                           |
| 6月23日  | THE IDOLM@STER BEST OF 765+876=!! VOL.03                      | 萩原雪歩（長谷優里奈）、双海亜美 / 真美（下田麻美）、秋月律子（若林直美）、高槻やよい（仁後真耶子）、四条貴音（原由実） | 「My Best Friend（M@STER VERSION）」 | ゲーム『THE IDOLM@STER』関連曲                                           |
| 6月23日  | THE IDOLM@STER BEST OF 765+876=!! VOL.03                      | IM@S ALLSTARS++ | 「L・O・B・M」 | ゲーム『THE IDOLM@STER』関連曲                                           |
| 6月23日  | THE IDOLM@STER BEST OF 765+876=!! VOL.03                      | IM@S ALLSTARS1641 | 「THE IDOLM@STER」 | ゲーム『THE IDOLM@STER』関連曲                                           |
| 7月3日   | THE IDOLM@STER BEST OF 765+876=!! THE iDRE@MLOST              | 萩原雪歩（長谷優里奈） | 「DREAM」 | ゲーム『THE IDOLM@STER』関連曲                                           |
| 9月23日  | ToHeart2 adnext DVD第1巻初回限定版特典CD「Another Disc Next」 | 柚原このみ（長谷優里奈）、向坂環（伊藤静） | 「君が残したもの（このみ&環 arrange ver.）」 | OVA『ToHeart2 adnext』関連曲                                             |
| 2013年   |                                                               | | |                                                                          |
| 2月8日   | PACHISLOT ToHeart2 ボーカル集                                 | 柚原このみ（長谷優里奈） | 「小さな勇気〜がんばれ女の子！〜 -2011 sparkling version-」 | ゲーム『ハートフルシミュレーター PACHISLOT ToHeart2』関連曲              |
| 2月8日   | PACHISLOT ToHeart2 ボーカル集                                 | 柚原このみ（長谷優里奈）、向坂環（伊藤静）、小牧愛佳（力丸乃りこ）、久寿川ささら（小野涼子）、まーりゃん先輩（小暮英麻） | 「Heart To Heart -2011 sparkling version-」 「Feeling Heart -2011 sparkling version-」 | ゲーム『ハートフルシミュレーター PACHISLOT ToHeart2』関連曲              |

### 未音源化楽曲
| 時期         | 楽曲                 | 歌                       | 備考                                                       |
| ------------ | -------------------- | ------------------------ | ---------------------------------------------------------- |
| 2001年4月4日 | 「CRYSTAL FANTASY」  | クリスタルチェリーズ     | 『DVDボイスアニメージュ Vol.6』より                        |
| 2008年6月    | 「パープルフライト」 | アメジスト（落合祐里香） | ラジオ番組『落合祐里香のアメジスト物語』オープニングテーマ |

## グラビア関連

### 書籍
- ブログ本「ココロ花」（著者名：ゆりしー、飛鳥新社/メディエイション、2007年10月31日）ISBN 978-4-87031-804-5
- 月刊100アニバーサリー（撮影：藤代冥砂 新潮社、2008年3月14日）ISBN 978-4-10-790184-2

### デジタル写真集
- 週刊.jp（2008年3月5日〜すでにサイト閉鎖済み）
- 落合祐里香デジタル写真集「A white doll」
- 【ロリカワこれくしょん】落合祐里香 アニメ声のかわいいコ（2014年3月13日）

### 雑誌グラビア
時期不明
- 日経エンタテインメント!（ブログの女王特集）
- FLASH（ブログの女王特集）
- CIRCUS MAX（長谷優里奈名義初水着グラビア）
- デジタル フォトテクニック（村尾昌美の被写体モデル）
- 立川、国立パーフェクトガイド（モデル）
- Ａmap（表紙モデル）
- ギャラクシー（表紙モデル）

2007年
- メカビ 2008年冬号（12月、講談社）

2008年
- エンターテイメントDash（10月号、晋遊舎、水着グラビア4ページ及びインタビュー）
- FLASH（11月18日号、光文社、THE IDOLM@STER声優特集）
- 週刊プレイボーイ（美人声優特集）

### イメージビデオ
| 発売日         | タイトル                                | 規格品番   | メーカー                 | 備考           |
| -------------- | --------------------------------------- | ---------- | ------------------------ | -------------- |
| 2008年8月20日  | 月刊 落合祐里香                         | JENF-1028  | イーネット・フロンティア | 撮影：望月六郎 |
| 2008年11月30日 | ゆりしーてんしーうれしー -A white doll- | PODVD-0047 | BNS株式会社              |                |

## 作詞・作曲を行った作品
2006年
- その翼で…（作詞）

2008年
- Wish（作詞）
- Unbalanced Days（作詞）
- 赤い鳥（作詞）
- アマオト（作詞）
- For you（作詞）
- Again（作詞）
- ごういんぐマイウェイ(^-^)b（作詞）
- Brilliant heart（作詞）
- Lost Meaning（作詞）
- accelerate（作詞）
- ゆりかご（作詞）
- 都会の金魚（作詞）
- 白キ夢ノXmas☆（作詞）
- blue star（作詞）
- Eternity（作詞）

2009年
- 天使と妖精（作詞）
- imitation（作詞）
- 透明な桜（作詞）
- aoi tori（作詞）
- 空っぽのヒカリ（作詞）
- Babies' breath（作詞）
- 氷の花（作詞）
- 蜉蝣（作詞）

2011年
- 幸福のアオイトリ（作詞、作曲）
- あい色の花（作詞）
- 星と太陽（作詞）
- あのひのそら（作詞、作曲）

2012年
- hot snow（作詞、作曲）
- 白鳥座（作詞、作曲）

2013年
- 曇りトキドキ猫（作詞、作曲）
- CAT MOON（作詞、作曲）
- Colors（作詞、作曲）

2014年
- Cherry Letter（作詞、作曲）

2017年
- 1000回のcontrast（作詞、作曲）
- シャインレイン（作詞、作曲）

## アート展
- 企画グループ展「猫の玉手箱展」（2016年、東日本橋）